# بیژن عاصم
بیژن عاصم (زادهٔ ۱۳۲۳ شیراز) نظامی بازنشسته ایرانی و از فرماندهان ارتش جمهوری اسلامی ایران در طول جنگ ایران و عراق بود.
او فعالیت خود را در نیروی هوایی شاهنشاهی ایران را از سال ۱۳۴۳ آغاز کرد. عاصم با حضور در جنگ ظفار و جنگ اروند اولین تجربه‌های جنگی خود را به دست آورد که منجر به کسب مدال برای او شد.
عاصم پس از کسب مدارج فنی و عملیاتی در آمریکا به عنوان یکی از اعضای تیم خرید و گسترش شبکه فرسوده رادار دفاعی ایران انتخاب شد. او از معدود افسران نیروی هوایی بود که موفق به گذراندن دوره‌های رینجری و چتربازی شده بود.
پس از وقوع انقلاب ۱۳۵۷ او با درجه سرهنگی به عضویت خود در ارتش جمهوری اسلامی ایران ادامه داد. عاصم تا پایان جنگ در نیروی هوایی ارتش فعالیت کرد و در طول جنگ ایران و عراق در عملیات کمان ۹۹، عملیات مروارید، عملیات اچ۳، عملیات شمشیر سوزان، آزادسازی خرمشهر و... به‌عنوان افسر کنترل هواپیماهای شکاری با شماره پرسنلی یک در نیرو ادامه خدمت داد.

## فعالیت‌ها
از فعالیت‌های او می‌توان به فرماندهی رهگیری‌های هوایی جنگی و هدایت هواپیماهای عکسبرداری هوایی گردان ۱۱ تاکتیکی شناسایی و طراحی عملیات در دفتر ستاد نیرو و فرماندهی سایت بوشهر اشاره کرد.

## افتخارات
عاصم به علت خدمات خود در جنگ، حفظ منابع تسلیحاتی و انسانی نیرو، نقش کلیدی در آزادسازی خرمشهر و کاهش حملات هوایی علیه شهروندان در بمباران شهرها و طرح حفاظتی نیروی هوایی از نفتکش‌ها و ترمینال‌های نفتی برای ادامه شریان اقتصادی کشور نشان فتح دریافت نمود.
او در سال ۱۳۶۸ با درجه سرتیپی و مجروحیت جنگی از ارتش بازنشسته شد.

## فیلم
فیلم سینمایی ۲۸۸۸ به پاس خدمات عاصم و همرزم و دوست نزدیکش عباس دوران و دیگر خلبانان جنگی در جنگ ایران و عراق ساخته شده است.